# Andreas Faulhaber

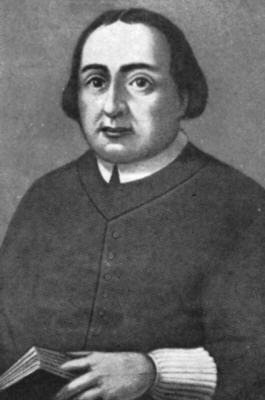
Kaplan Andreas Faulhaber; zeitgenössisches Gemälde

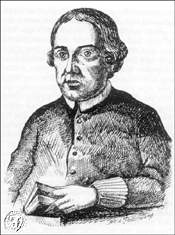
Kaplan Andreas Faulhaber; zeitgenössischer Stich

Kaplan Andreas Faulhaber (* 21. Mai oder 27. Mai 1713 in Glatz, Grafschaft Glatz; † 30. Dezember 1757 ebenda) war ein römisch-katholischer Geistlicher. Wegen Wahrung des Beichtgeheimnisses wurde er auf Befehl des preußischen Königs Friedrich II. hingerichtet.

## Leben
Andreas Faulhaber wurde als Sohn des Hufschmieds und Großuhrenmachers Andreas Faulhaber geboren. Schon in jungen Jahren half er dem Vater in dessen Werkstätte, wollte aber gern wie sein älterer Bruder Augustin Theologie studieren. Deshalb besuchte er das Katholische Gymnasium des Glatzer Jesuitenkollegs. Da der Vater ein zweites Theologiestudium nicht finanzieren konnte, war Andreas Faulhaber zunächst vierzehn Jahre als Hauslehrer tätig. Nach dem Erhalt eines Tischtitels absolvierte er in kürzester Zeit das Theologiestudium an der Universität Prag. Im September 1750 wurde er für das Erzbistum Prag, zu dem die Grafschaft Glatz weiterhin gehörte, zum Priester geweiht. Seine Primiz feierte er in der Glatzer Pfarrkirche Mariä Himmelfahrt am Michaelistag (29. September) 1750. Nach Kaplansstellen in Landeck, an der Peter- und Paul-Kirche in Reinerz und Königshain kam er schließlich als Kaplan an die Glatzer Pfarrkirche, deren Pfarrer bis 1776 der jeweilige Rektor des Jesuitenkollegs war.
Im Ersten Schlesischen Krieg wurde die Grafschaft Glatz, das bis dahin zu den böhmischen Ländern gehört hatte, von den Preußen erobert. Unter dem preußischen Statthalter begannen schwere Zeiten für den katholischen Klerus. Die Militärbehörde unterstellte den Geistlichen, die Fahnenflucht der preußischen Soldaten zu fördern. Andreas Faulhaber übernahm die seelsorgliche Betreuung der katholischen Soldaten auf der Glatzer Festung, wobei er diesen auch die Beichte abnahm. Ein aufgegriffener Deserteur sagte aus, er hätte den Kaplan in der Beichte befragt, ob er desertieren dürfte, worauf dieser ihm geantwortet haben soll: „Es wäre wohl eine schwere Sache, doch hätte es wieder nicht viel auf sich.“ Faulhaber wurde im September 1757 in Haft genommen. Der Deserteur hat bei nachfolgenden Verhören seine erste Aussage mehrfach zurückgenommen. Trotz erwiesener Unschuld wurde Kaplan Faulhaber auf Befehl des Königs Friedrich II. am 30. Dezember 1757 gehängt. Vor dem Galgen wurde er aufgefordert, zu sagen, was der Deserteur gebeichtet hat, oder den Galgen zu wählen; Faulhaber soll den Finger auf den Mund gelegt haben und dem Galgen zugeschritten sein. Für die Bewohner der Grafschaft Glatz war Andreas Faulhaber ein Märtyrer des Beichtgeheimnisses.
Den Leichnam des Priesters ließen die Preußen zwei Jahre und sieben Monate öffentlich am Galgen hängen. Als im Sommer 1760 die Kaiserlichen vorübergehend die Stadt zurückeroberten, nahmen sie den Toten vom Galgen und setzten ihn feierlich in der Gruft der Glatzer Stadtpfarrkirche bei. Die Leiche soll bei der Abnahme noch gut erhalten gewesen sein.
Am 20. August 1929 ließ der damalige Glatzer Stadtpfarrer Franz Monse die Gruft öffnen und nach den Reliquien Faulhabers suchen. Von seinen sterblichen Überresten fand man den Kopf mit gut erhaltenem Gebiss, die Gebeine und ein weißes Messgewand mit Manipel. Im Jahr 1930 wurden Vorbereitungen für seine Seligsprechung getroffen. Die hierzu gesammelten Akten kamen ins Pfarrarchiv Glatz. Da im Zweiten Weltkrieg wertvolle Kunstgegenstände in der Gruft eingelagert werden sollten, bettete man Faulhabers Leichnam am 17. August 1942 um. In einem dabei gefertigten Protokoll wurde festgehalten, dass beim Hineinleuchten in den Schädel mit einer Taschenlampe – nach fast 200 Jahren – am Gaumen ein noch 4 cm langes Stück Zunge vorhanden war.
Bedingt durch den Zweiten Weltkrieg und die folgende Vertreibung der Deutschen wurde der Seligsprechungsprozess nicht mehr fortgesetzt.